# Hypnum vaucheri
Hypnum vaucheri là một loài Rêu trong họ Hypnaceae. Loài này được Lesq. mô tả khoa học đầu tiên năm 1846.

## Hình ảnh

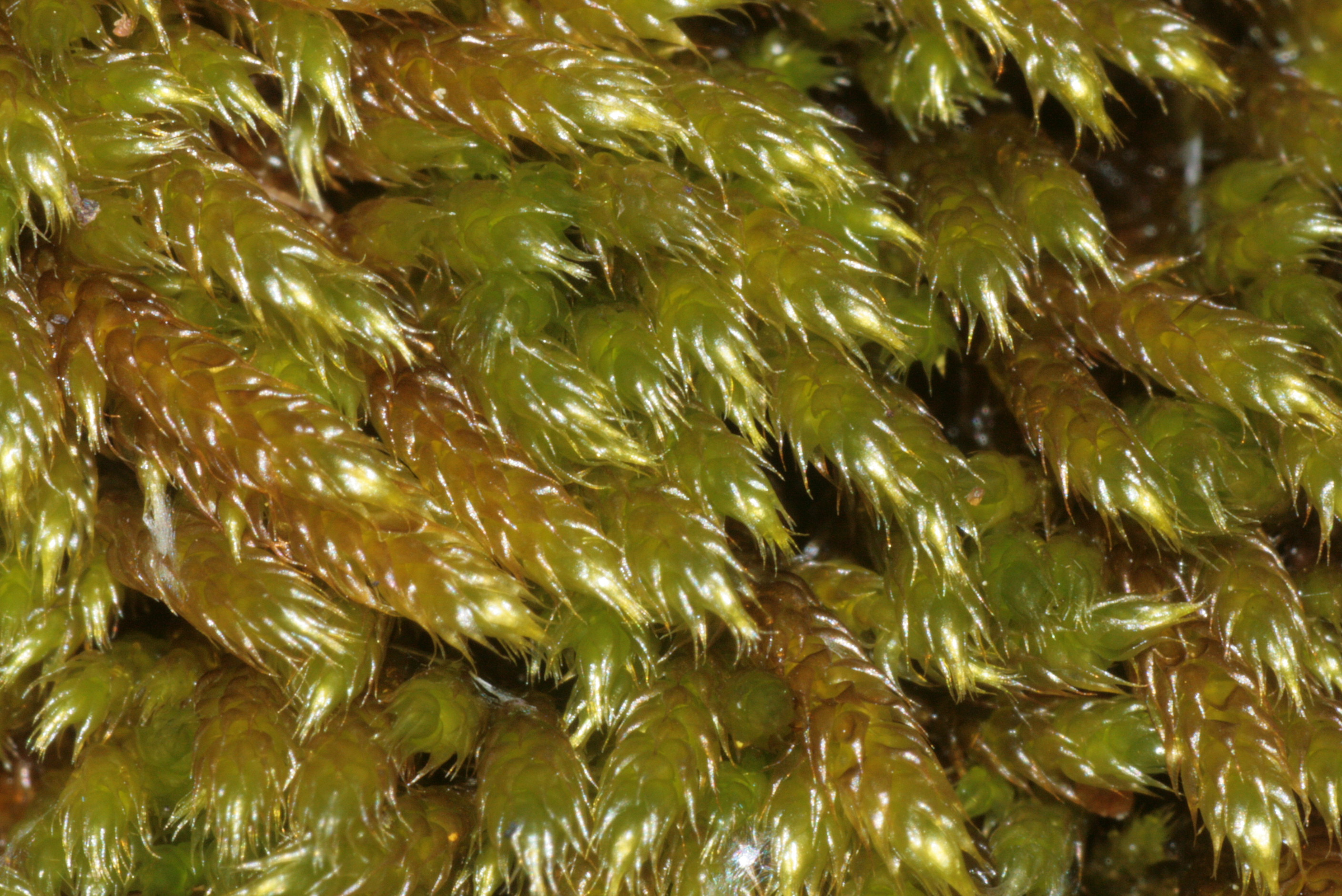
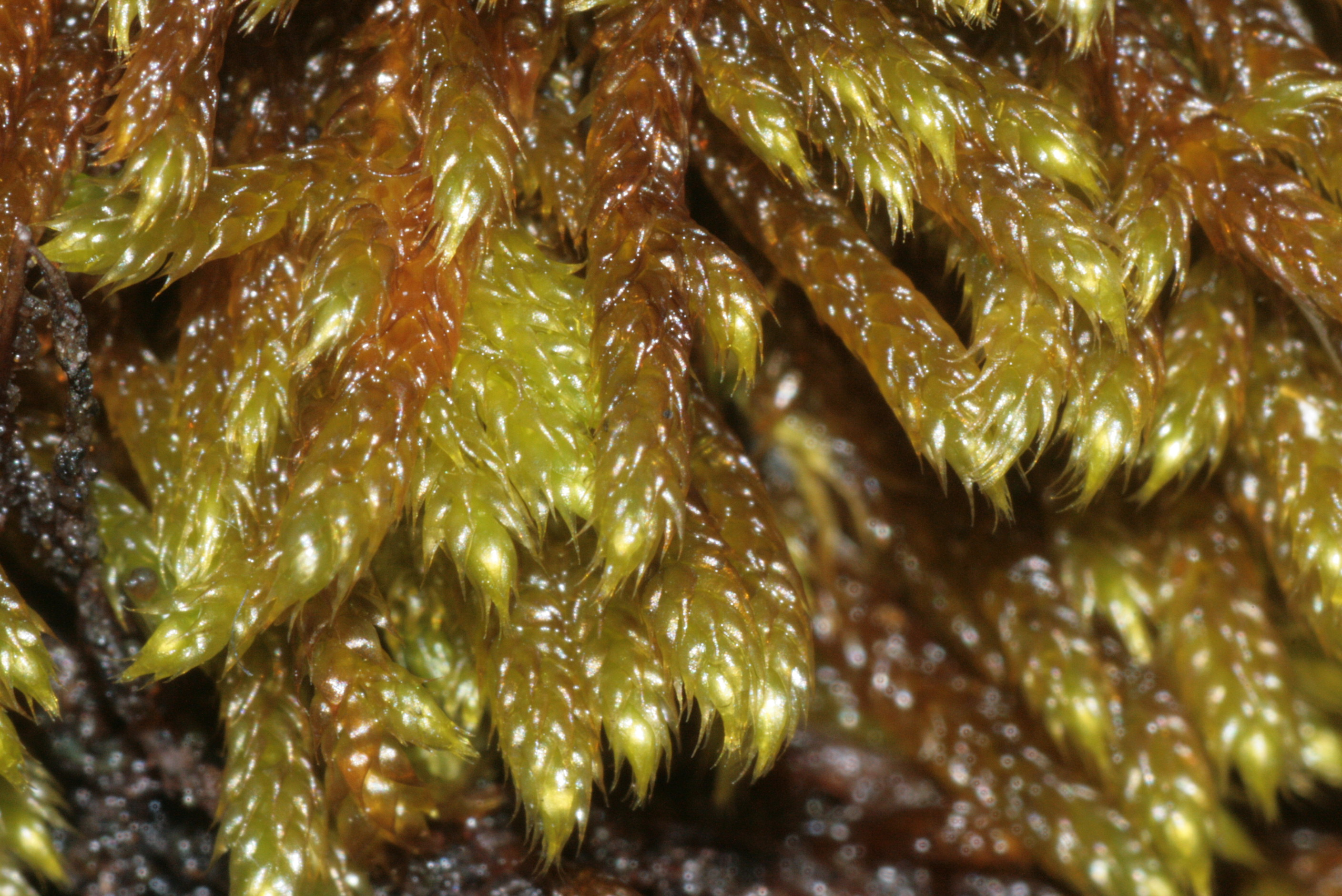
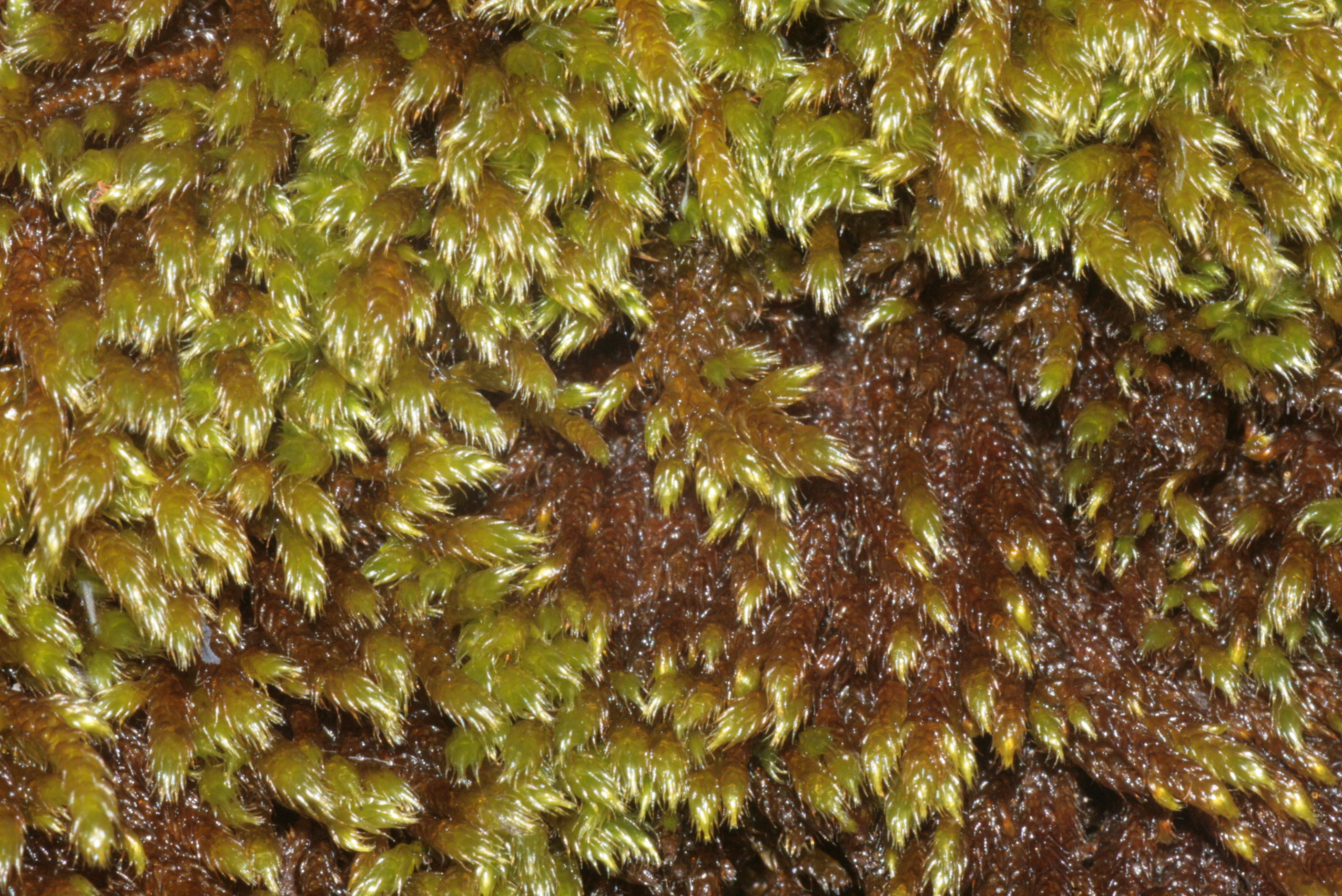
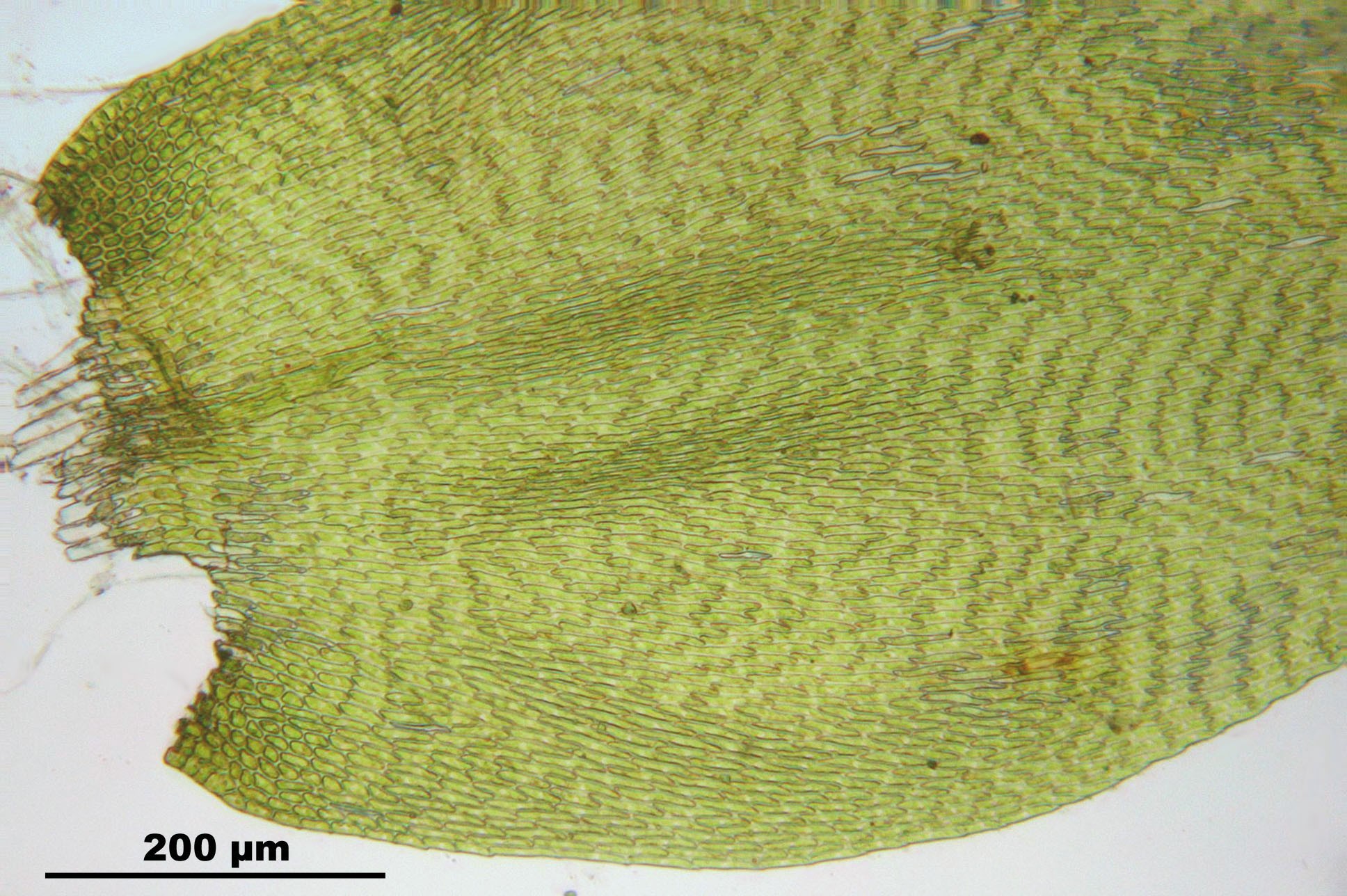